# Nickel(II) oxide
Nickel(II) oxide là hợp chất hóa học với các công thức NiO. Nó đáng chú ý ở chỗ đây là oxide có đặc trưng tốt của nickel (mặc dù nickel(III) oxide, Ni2O3 và nickel(IV) oxide NiO2 đã được tuyên bố). Những khoáng vật mẫu của NiO, bunsenit, là rất hiếm. Nó được phân loại như một kim loại oxide cơ bản. Hàng triệu kg được sản xuất với chất lượng khác nhau hàng năm, chủ yếu là một sản phẩm trung gian trong sản xuất hợp kim nickel.

## Điều chế
NiO có thể được điều chế bởi nhiều phương pháp. Khi nung ở trên 400 ℃, bột nickel phản ứng với oxy để cho NiO. Trong một số quy trình thương mại, nickel(II) oxide xanh được làm bằng cách nung một hỗn hợp bột nickel và nước ở 1000 ℃, tỷ lệ phản ứng này có thể tăng lên bằng cách thêm NiO. Phương pháp đơn giản nhất và thành công nhất là thông qua sự phân huỷ của các hợp chất nickel(II) như hydroxide, nitrat và cacbonat, tạo ra bột màu xanh lá cây sáng. Tổng hợp từ các nguyên tố bằng cách nung kim loại trong oxy có thể cho ra bột màu xám đến đen cho biết nonstoichiometry.

## Cấu trúc
NiO có cấu trúc giống NaCl, với bát diện Ni(II) và O2−. Cấu trúc đơn giản về khái niệm thường được gọi là cấu trúc muối đá. Giống như nhiều oxide kim loại nhị phân khác, NiO thường không có độ tinh khiết, có nghĩa là tỷ lệ Ni:O không phải 1:1. Trong nickel(II) oxide, phép đo không đối ngẫu này được đi kèm với sự thay đổi màu sắc, với NiO chính xác có độ tinh khiết là màu xanh lá cây.

## Ứng dụng và phản ứng
NiO có nhiều ứng dụng chuyên biệt và thông thường các ứng dụng phân biệt giữa "lớp hóa học", là vật liệu tương đối tinh khiết cho các ứng dụng đặc biệt, và "loại luyện kim", chủ yếu được sử dụng cho sản xuất hợp kim. Nó được sử dụng trong ngành công nghiệp gốm để pha chế frit, ferit, sứ. Các oxide thiêu kết được sử dụng để sản xuất hợp kim nickel. Năm 1920 Charles Édouard Guillaume giành giải Nobel vật Lý cho nghiên cứu của mình trên hợp kim thép nickel mà ông gọi là invar và elinvar.
NiO cũng là một thành phần trong pin nickel-sắt, còn được gọi là pin Edison và là một thành phần trong pin nhiên liệu. Đây là nguyên liệu của muối nickel để sử dụng như chất hóa học đặc biệt và chất xúc tác. Gần đây, NiO đã được sử dụng để sản xuất pin Ni-Cd có thể sạc lại được tìm thấy trong nhiều thiết bị điện tử cho đến khi sự phát triển của pin NiMH ưu việt về mặt môi trường. NiO là vật liệu điện cực vô cực, đã được nghiên cứu rộng rãi như là các điện cực chống lại với vonfam oxide, vật liệu điện cực cathodic, bổ sung cho thiết bị điện Chromiic.
Khoảng 4000 tấn NiO được sản xuất hàng năm. NiO đen là nguyên liệu của muối nickel, phát sinh từ việc xử lý các acid khoáng. NiO là chất xúc tác hydro hóa linh hoạt.
Nitơ oxide nóng chảy với hydro, carbon, hoặc cacbon monoxide làm khử nó thành nickel kim loại. Nó kết hợp với các oxide natri và kali ở nhiệt độ cao (> 700 ℃) để tạo thành nickelat tương ứng.
Nickel(II) oxide phản ứng với Chromi(III) oxide trong một môi trường ẩm để tạo thành nickel(II) Chromiat:
2Cr2O3 + 4NiO + 3O2 → 4NiCrO4

## Rủi ro về sức khỏe
Hít phải NiO lâu dài làm tổn hại đến phổi, gây ra tổn thương và trong một số trường hợp ung thư.
Thời gian bán rã của NiO trong máu là 90 ngày. NiO có thời gian lưu giữ lâu trong phổi; sau khi dùng gặm nhấm, nó vẫn tồn tại trong phổi trong hơn 3 tháng. Nickel(II) oxide được phân loại là chất gây ung thư của con người dựa trên nguy cơ ung thư hô hấp gia tăng được quan sát trong các nghiên cứu dịch tễ học của các công nhân nhà máy lọc sulfidic.
Trong một chương trình quốc gia 2 năm về chất độc màu xanh lục NiO, một số bằng chứng gây ung thư ở chuột F344/N nhưng bằng chứng không rõ ràng ở chuột B6C3F1 ở chuột cái đã được quan sát; không có bằng chứng gây ung thư ở chuột đực B6C3F1. Chứng viêm mãn tính mà không xơ hóa đã được quan sát thấy trong các nghiên cứu 2 năm.